# Ceratodalia gueneata
Ceratodalia gueneata là một loài bướm đêm trong họ Geometridae.